# Yingxi, Sichuan
Yingxi (kinesiska: 潆溪乡, 潆溪) är en socken i Kina. Den ligger i provinsen Sichuan, i den sydvästra delen av landet, omkring 240 kilometer söder om provinshuvudstaden Chengdu. Antalet invånare är 7 578. Befolkningen består av 3 643 kvinnor och 3 935 män. Barn under 15 år utgör 21,0 %, vuxna 15-64 år 64 %, och äldre över 65 år 14,0 %.
Genomsnittlig årsnederbörd är 1 384 millimeter. Den regnigaste månaden är juli, med i genomsnitt 249 mm nederbörd, och den torraste är december, med 22 mm nederbörd.